# Década
Una década (del griego δεκάς a través del latín decada) es un periodo de diez años consecutivos, repetido cíclicamente, referido especialmente a cada una de las decenas de siglo; cada década de la era actual inicia en un año terminado en «1» y finaliza en el siguiente año terminado en «0».
Sin embargo, a veces es empleado como sinónimo de decenio, o como referencia a lapsos no cíclicos, y que tampoco son exactamente de 10 años (por ejemplo en década infame o década perdida).
Cada década, comienza con un año terminado en 1 y termina, con un año terminado en 0, siempre en base numérica 10. Por ejemplo; los años comprendidos entre 1961 a 1970, es la década de los 60 y/o años 60. Nunca "los 60s, ni 60's, ni década de 1960, etc.

## Uso
Cualquier periodo de diez años es una "década". Por ejemplo, la afirmación de que "durante su última década, Mozart exploró la armonía cromática hasta un grado poco común en la época" se refiere simplemente a los últimos diez años de la vida de Wolfgang Amadeus Mozart sin tener en cuenta qué años naturales abarca. Además, "la primera década" de la vida de una persona comienza el día de su nacimiento y termina al final de su décimo año de vida, cuando cumple 10 años; la segunda década de la vida comienza con su undécimo año de vida (durante el cual se suele seguir hablando de tener "10 años") y termina al final de su vigésimo año de vida, cuando cumple 20 años; Del mismo modo, la tercera década de la vida, cuando se tienen veinte o veinte años, comienza con el 21.º año de vida, y así sucesivamente, con las siguientes décadas de la vida descritas de forma similar haciendo referencia al dígito de las decenas de la edad. 

## Decenio y década

### Decenio
Un decenio es una unidad de tiempo equivalente a diez años que no se ajusta necesariamente al patrón de las décadas de un siglo. El término tiene su origen en el latín decennium, por la unión de las palabras decem (diez) y annus (años). Uno de los usos más comunes de los decenios es el de aquellos años que comparten sus dígitos hasta la decena (todos los dígitos menos el último), es decir, que empieza en año finalizado en «0» y termina en el año finalizado en «9». Generalmente se hace referencia a estos como "los años...". Por ejemplo, los años 2000, es el decenio comprendido entre el año 2000 (del siglo XX), y el año 2009 (del siglo XXI). También puede ser utilizado para referirse a otros decenios de comienzo y finalización distinta, por ejemplo Decenio de las Naciones Unidas para la Mujer (1975–1985). Sin embargo, las personas suelen confundir el decenio con la década y llaman décadas a los decenios, por ejemplo, Década de los 60, 70, 80, 90, etc.

### Década
En los calendarios gregoriano y juliano, comúnmente usado en Occidente en la actualidad, no existe el año 0, por lo que el primer año del primer siglo es el año 1 d. C. y por lo tanto la primera década empieza en el año 1 d. C. y termina en el año 10 d. C. De igual forma, cada década a continuación de esta inicia en un año terminado en «1» y como dura 10 años, finaliza en el siguiente año terminado en «0». Por lo tanto, las décadas son decenios que siguen este patrón ajustado al conteo de los siglos: «la sexta década del siglo XX» (1951–1960). Esta regla es importante, porque si iniciara en el año terminado en «0», notaríamos que en la cuenta histórica, al no existir año cero recaería ese comienzo en el año «-1», descalibrando la secuencia nominal.

### Uso público de los dos métodos
El 2 de diciembre de 2019 se realizó una encuesta YouGov en la que se preguntó a 13.582 adultos de Estados Unidos: "¿Cuándo cree que comenzará y terminará la próxima década?" Los resultados mostraron que el 64% respondió que "la próxima década" comenzaría el 1 de enero de 2020 y terminaría el 31 de diciembre de 2029 (método de0 a 9); el 17% respondió que "la próxima década" comenzaría el 1 de enero de 2021 y terminaría el 31 de diciembre de 2030 (método de1 a 0); el 19% respondió que no lo sabía.

## Inicio y fin de una década

### Calendario gregoriano, antes de Jesucristo
Como el año 0 no existía, una década, para los años anteriores a Jesucristo, termina el 31 de diciembre de los años cuya unidad es el número "1" (el 31 de diciembre del año -971 por ejemplo) y por lo tanto comenzaba el 1° de enero del año anterior cuya unidad es el número "0" (el 1° de enero -980 para este ejemplo).

### Calendario gregoriano, después de Jesucristo
Como el año 0 no existía, una década, para los años posteriores a Jesucristo, comienza el 1° de enero de los años cuya unidad es el número "1" (el 1° de enero del año 2011 por ejemplo) y termina el 31 de diciembre del año siguiente cuya unidad es el número "0" (el 31 de diciembre de 2020 para este ejemplo).

## Algunas décadas relevantes
A lo largo de la historia humana, varias décadas han sido fundamentales en la formación de la cultura, la política y la sociedad, dejando un impacto duradero en el mundo. Algunas de las décadas más famosas y transformadoras incluyen las de 1920, 1960 y 1980, cada una marcada por eventos históricos y culturales significativos.
La década de 1920 es conocida como los "Felices años veinte," (en inglés: Roaring Twenties) una época caracterizada por la prosperidad económica, el cambio cultural y la transformación social. En los Estados Unidos y Europa Occidental, el período posterior a la Primera Guerra Mundial fue testigo de un auge en el consumismo, los avances tecnológicos y la innovación artística. La década vio el surgimiento del jazz, el Renacimiento de Harlem y la aparición de nuevos movimientos artísticos como el Art Deco. Las mujeres ganaron más libertades sociales, incluida el derecho al voto en muchos países, y la figura de la flapper emergió como símbolo de los nuevos roles liberados para las mujeres. También nació el dominio de Hollywood en el cine, y el auge del mercado de valores en los EE UU. culminó en la devastadora Gran Depresión al final de la década.
La década de 1930 en España fue un período crítico debido a los profundos cambios políticos y sociales que vivió el país. La República Española se proclamó en 1931, marcando el fin de la monarquía de Alfonso XIII. Durante los primeros años de la República, España experimentó una serie de reformas políticas y sociales, que incluían la expansión de los derechos de las mujeres y la separación de la Iglesia y el Estado. Sin embargo, las tensiones políticas entre republicanos, anarquistas, socialistas y monárquicos, junto con la creciente influencia de la derecha, llevaron a un clima de inestabilidad. En 1936, la situación culminó en el Golpe de Estado liderado por Francisco Franco, que dio inicio a la guerra civil española. Esta guerra civil, que duró hasta 1939, resultó en la dictadura de Franco, quien gobernó España hasta su muerte en 1975. La década de 1930 es, por lo tanto, crucial para entender la transición de España hacia una dictadura autoritaria que duró casi 40 años.
La década de 1960 es una de las más políticamente y culturalmente transformadoras de la historia moderna, especialmente en Estados Unidos. Este período se definió por los amplios movimientos sociales, el activismo por los derechos civiles y los importantes cambios en la música, la moda y el estilo de vida. El Movimiento por los Derechos Civiles en los Estados Unidos ganó fuerza con líderes como Martin Luther King Jr., luchando por la igualdad racial. También surgió la contracultura en los años 60, personificada por el movimiento hippie, el uso generalizado de drogas psicodélicas y la búsqueda de la paz, especialmente en respuesta a la guerra de Vietnam. La música fue revolucionaria, con bandas como The Beatles, The Rolling Stones y Bob Dylan moldeando la cultura popular global. La década también marcó grandes avances en la exploración espacial, como el alunizaje del Apolo 11 en 1969, que cautivó la imaginación del mundo.
La década de 1960 en Francia es otra de las más relevantes en la historia de Francia, marcada por un cambio cultural, social y político significativo. A nivel global, Francia estuvo profundamente influenciada por los movimientos de los derechos civiles y la contracultura. A nivel interno, el país vivió una serie de importantes eventos, incluido el Mayo del 68, una serie de huelgas estudiantiles y laborales que desafiaron el orden social establecido, promoviendo una renovación del pensamiento político y cultural. La década también fue testigo del auge de la música y la moda, con artistas como Serge Gainsbourg y la modelo Brigitte Bardot ganando popularidad internacional. En el ámbito político, el presidente Charles de Gaulle lideró el país durante buena parte de la década, enfrentándose a desafíos internos como las protestas estudiantiles, pero consolidando la posición de Francia en el contexto de la Guerra Fría y la fundación de la Comunidad Económica Europea.
La década de 1970 en Argentina fue clave en el desarrollo político del país, marcado por una aguda polarización y crisis social. En 1973, después de años de dictadura militar, se restauró la democracia con la elección de Juan Domingo Perón como presidente. Sin embargo, la década estuvo marcada por la violencia política, la lucha entre grupos armados de izquierda y derecha, y el ascenso del peronismo. A lo largo de esta década, surgieron movimientos asociados al marxismo y al comunismo (tales como el Ejército Revolucionario del Pueblo (ERP) y Montoneros, ligados al peronismo revolucionario, se constituyeron como las principales fuerzas de la lucha armada contra el Estado, influenciados por las ideas del Che Guevara y la Revolución Cubana), los cuales influyeron en la formación de organizaciones armadas que adoptaron tácticas terroristas como forma de lucha contra el Estado y la élite gobernante. En 1976, el golpe de Estado militar derrocó al gobierno de Isabel Perón, iniciando un período de represión brutal conocido como la "Dictadura Militar". Durante este tiempo, miles de personas fueron desaparecidas, y el país vivió una fuerte censura y violaciones a los derechos humanos. La década de 1970, por lo tanto, es fundamental en la historia de Argentina por su impacto en la política, la economía y las luchas sociales, así como por el doloroso legado de la dictadura.
La década de 1980 se recuerda como una época de moda audaz, innovación tecnológica y tensión geopolítica. Fue una década de contrastes marcados, definida por el auge de las computadoras personales, los videojuegos y el advenimiento de Internet, lo que marcó las primeras etapas de la era digital. En los EE. UU., la presidencia de Ronald Reagan representó la política conservadora, mientras que la Unión Soviética, bajo Mijaíl Gorbachov, comenzó a mostrar signos de reforma, lo que llevó al eventual fin de la Guerra Fría. La década de 1980 también vio el auge de figuras de la cultura pop icónicas, como Michael Jackson, Madonna y el surgimiento de películas de gran éxito, como E.T. el Extraterrestre y Star Wars: El Imperio Contraataca. El legado de la década también está vinculado a la conciencia global y la lucha contra la epidemia del SIDA, que tuvo un profundo impacto en la salud pública y la conciencia social.
Cada una de estas décadas ha tenido una influencia profunda en el desarrollo cultural e histórico del mundo moderno, modelando las sociedades en las que vivimos hoy.

## Cultura
Las Naciones Unidas dedican ciertas décadas a un tema. La década de 2001 a 2010 ha sido declarada Decenio Internacional de una Cultura de Paz y No Violencia para los Niños del Mundo.

## Duración en la revolución francesa
Durante la Revolución francesa, el calendario republicano reemplazó la semana de siete días por la década, periodo de diez días

## Literatura y artes
- La Décade philosophique era un diario político y literario francés animado sobre todo por los ideólogos que aparecía cada década, empezado el 10 de floreal del año II y continuado hasta el año 1807.

- Década designa también cada serie de diez libros de una obra compuesta de múltiples libros (ej. Discurso sobre la primera década de las Ab Vrbe condita libri de Tito Livio).

- La década prodigiosa es un film de Claude Chabrol (1971) con Orson Welles, Michel Piccoli y Marlène Jobert basado en la novela homónima de Ellery Queen, cuya acción tiene lugar en diez días.

## Religión
Las decenas son las quince series de diez plegarias del rosario.